# Lee Sang-yoon
Đây là một tên người Triều Tiên, họ là Lee.
Lee Sang-yoon (tiếng Hàn: 이상윤; sinh ngày 15 tháng 8 năm 1981) là một nam diễn viên người Hàn Quốc. Anh được biết đến với vai diễn trong các phim Cuộc sống tuyệt vời (2010), Seo Young của bố (2013), Nữ thần lửa (2013), Đôi mắt thiên thần (2014), Lời thì thầm của tội ác (2017), Đã đến lúc (2018), Vị khách V.I.P (2019), Nữ thanh tra tài ba (2021),...

## Tiểu sử
Lee Sang-yoon bước chân vào làng giải trí Hàn Quốc từ năm 24 tuổi, khi anh được chính người giám đốc của công ty quản lý cũ của anh phát hiện khi đang đi dạo trên phố Yeouido. Ban đầu Lee Sang Yoon làm việc như một người mẫu quảng cáo truyền hình của Hite Brewery. Sau vài năm hoạt động trong giới người mẫu anh đã được các nhà làm phim chú ý tới bởi gương mặt điển trai với chiếc má lúm đồng tiền duyên dáng và chiều cao lý tưởng.
Năm 2013, Lee Sang Yoon tốt nghiệp Đại học Quốc gia Seoul (SNU) với bằng Cử nhân Vật Lý. Anh mất tận 13 năm mới tốt nghiệp vì sự nghiệp diễn xuất và lệnh nghĩa vụ quân sự bắt buộc.

## Sự nghiệp
Mãi đến năm 2010, anh được công chúng biết đến rộng rãi sau khi tham gia bộ phim Cuộc sống tuyệt vời đóng cùng Nam Sang-mi. Tiếp đến, anh đã giành giải Nam diễn viên xuất sắc nhất tại Giải thưởng phim truyền hình MBC năm 2010 cho Ngôi nhà vui vẻ.
Năm 2012, anh giành được sự công nhận trong vai diễn Kang Woo Jae trong bộ phim cuối tuần dành cho gia đình Seo Young của bố đóng cùng Lee Bo Young. Bộ phim đã đạt được rating cao nhất 47.6% và trở thành phim truyền hình được đánh giá cao nhất năm 2012.
Anh quay trở lại màn ảnh với bộ phim Nữ thần lửa trong vai Quang Hải quân.
Năm 2014, anh đóng vai chính đầu tiên trong phim điện ảnh lãng mạn Santa Barbara. Cùng năm, anh tham gia bộ phim về chủ đề y học Đôi mắt thiên thần, anh vào vai bác sĩ Park Dong Ju đóng cùng anh là nữ diễn viên Goo Hye Sun. Anh còn tham gia loạt phim kinh dị bí ẩn Trò chơi dối trá, trong phim anh vào vai giáo sư thiên tài Ha Woo Jin.
Năm 2015, anh đóng vai chính trong loạt phim hài lãng mạn của đài cáp tvN Trở lại tuổi 20, đóng cùng anh là Choi Ji Woo.
Năm 2016, anh trở lại bằng bộ phim gây nhiều tranh cãi về đề tài nhưng rất ấm áp lãng mạn Đường đến sân bay, sánh đôi cùng anh là nữ diễn viên Kim Ha Neul, anh vào vai giảng viên kiến trúc Seo Do Woo. Cùng năm, anh tham gia phim điện ảnh kinh dị Insane.
Năm 2017, cặp đôi gây sốt Lee Sang Yoon - Lee Bo Young hội ngộ sau 5 năm kể từ Seo Young của bố trong bộ phim đề tài pháp luật của đài SBS là Lời thì thầm của tội ác, trong phim anh thủ vai một thẩm phán.
Năm 2018, anh trở lại trong loạt phim chủ đề lãng mạn kì ảo About Time đóng cùng Lee Sung Kyung, anh vào vai Lee Do Ha. Bên cạnh đó, đầu năm 2018, anh tham gia một show truyền hình thực tế của đài SBS mang tên Quản gia cùng với diễn viên Lee Seung Gi, Yuk Seung Jae của BTOB và diễn viên hài Yang Se Hyeong.
Năm 2019, anh sánh vai cùng nữ diễn viên Jang Na Ra trong bộ phim Vị khách V.I.P. Trong phim anh đóng vai người chồng tệ bạc của Jang Na Ra.
Năm 2020 phải nói là một năm đầy bận rộn của anh. Anh tập luyện cường độ cao khi tham gia show truyền hình về bóng rổ có tên là Handsome Tigers cùng các người nổi tiếng khác như Cha Eun Woo, Seo Ji Suk, Moon Soo In, Julien Kang... Song song đó anh tham gia phim điện ảnh OK Madam cùng Uhm Jung Hwa, Park Sung Woong và chuẩn bị cho vở kịch đầu tiên của anh là Last Session.
Năm 2021, anh xác nhận sẽ xuất hiện trong bộ phim truyền hình Nữ thanh tra tài ba của đài SBS cùng với Lee Ha-nee, Jin Seo-yeon và Lee Won-geun.

## Phim ảnh

### Phim truyền hình
| Năm  | Phim truyền hình                               | Tên tiếng Hàn                | Vai diễn                         | Kênh             |
| ---- | ---------------------------------------------- | ---------------------------- | -------------------------------- | ---------------- |
| 2007 | Drama City: Transformation                     | 드라마시티 - 변신            | Charles                          | KBS2             |
| 2007 | Thành phố trên không / Air City                | 에어시티                     | Kim Jung Min                     | MBC              |
| 2007 | Drama City: Sky Lovers                         | 드라마시티 - 하늘 연인       | Moon Ui Sik                      | KBS2             |
| 2007 | Đáng yêu hay không / Likeable Or Not           | 미우나 고우나                | Seo Woo Jin                      | KBS1             |
| 2008 | Công lí và định mệnh / The Scale Of Providence | 신의 저울                    | Kim Woo Bin                      | SBS              |
| 2008 | Hai nửa tình yêu / I Love You, Don't Cry       | 사랑해, 울지마               | Jang Hyun Woo                    | MBC              |
| 2009 | Không ranh giới / Heading To The Ground        | 맨땅에 헤딩                  | Jang Seung Woo                   | MBC              |
| 2010 | Bác sĩ đồ tể / Jejungwon                       | 제중원                       | Ji Seok Young (cameo)            | SBS              |
| 2010 | Cuộc sống tuyệt vời / Life Is Beautiful        | 인생은 아름다워              | Yang Ho Sub                      | SBS              |
| 2010 | Ngôi nhà vui vẻ / Home Sweet Home              | 즐거운 나의 집               | Kang Shin Woo                    | MBC              |
| 2011 | Cặp đồng hành / The Duo                        | 짝패                         | Gwi Dong                         | MBC              |
| 2012 | Seo Young của bố / My Daughter Seo-Young       | 내 딸 서영이                 | Kang Woo Jae                     | KBS2             |
| 2013 | Nữ thần lửa / Goddess Of Fire                  | 불의 여신 정이               | Hoàng tử Gwanghae                | MBC              |
| 2014 | Đôi mắt thiên thần / Angel Eyes                | 엔젤 아이즈                  | Dylan Park Dong Joo              | SBS              |
| 2014 | Trò chơi dối trá / Liar Game                   | 라이어 게임                  | Ha Woo Jin                       | tvN              |
| 2015 | Những cô ả xấu tính / Unkind Ladies            | 착하지 않은 여자들           | Ngôi sao nổi tiếng (cameo tập 3) | KBS2             |
| 2015 | Trở lại tuổi 20 / Twenty Again                 | 두번째 스무살                | Cha Hyun Seok                    | tvN              |
| 2016 | Đường đến sân bay / On The Way To The Airport  | 공항 가는 길                 | Seo Do Woo                       | KBS2             |
| 2017 | Lời thì thầm của tội ác / Whisper              | 귓속말                       | Lee Dong Joon                    | SBS              |
| 2018 | Đã đến lúc / About Time                        | 멈추고 싶은 순간: 어바웃타임 | Lee Do Ha                        | tvN              |
| 2019 | Vị khách Vip / VIP                             | 브이아이피                   | Park Sung Joon                   | SBS              |
| 2020 | Tình yêu chốn đô thị / Lovestruck in the City  | 도시남녀의 사랑법            | Go Guo (cameo tập 1-3)           | KakaoTV, Netflix |
| 2021 | Nữ thanh tra tài ba / One the Woman            | 원더우먼                     | Alex Chang Han Seung Wook        | SBS              |

### Phim điện ảnh
| Năm  | Tác phẩm                                        | Tên Hàn Quốc | Nhân vật    |
| ---- | ----------------------------------------------- | ------------ | ----------- |
| 2007 | Tình dục là chuyện nhỏ 2 / Sex Is Zero 2        | 색즉시공 2   | Gi Jo       |
| 2014 | Thành phố Santa Barbara mộng mơ / Santa Barbara | 산타바바라   | Jung Woo    |
| 2016 | Lộ diện / Insane                                | 날, 보러와요 | Na Nam Soo  |
| 2020 | Ô kê, chị đại / Okay Madam                      | 오케이! 마담 | Cheol Seung |

## Chương trình truyền hình
| Năm        | Tên chương trình                     | Vai trò                  | Kênh |
| ---------- | ------------------------------------ | ------------------------ | ---- |
| 2012       | Running Man                          | Khách mời tập 142        | SBS  |
| 2014       | Running Man                          | Khách mời tập 190        | SBS  |
| 2017       | Buzzer Beater                        | Thành viên thường trực   | tvN  |
| 2017 - nay | Quản gia / Master In The House       | Thành viên thường trực   | SBS  |
| 2019       | My Little Old Boy                    | Chủ trì đặc biệt tập 156 | SBS  |
| 2020       | Đội bóng rổ mỹ nam / Handsome Tigers | Thành viên thường trực   | SBS  |

## Nhạc kịch
| Năm  | Tên vở nhạc kịch | Tên tiếng Hàn | Vai diễn   |
| ---- | ---------------- | ------------- | ---------- |
| 2020 | The Last Session | 라스트세션    | C.S. Lewis |

## Giải thưởng và đề cử
| Năm  | Giải thưởng                                         | Hạng mục                                                        | Phim / chương trình được đề cử    | Kết quả   |
| ---- | --------------------------------------------------- | --------------------------------------------------------------- | --------------------------------- | --------- |
| 2009 | Giải thưởng Truyền hình Hàn Quốc lần thứ 36         | Nam diễn viên mới xuất sắc, hạng mục truyền hình                | Hai nửa tình yêu                  | Đoạt giải |
| 2010 | Giải thưởng phim truyền hình MBC                    | Nam diễn viên mới của năm                                       | Ngôi nhà vui vẻ                   | Đoạt giải |
| 2012 | Giải thưởng Văn Hóa và Giải Trí Hàn Quốc lần thứ 20 | Giải thưởng yêu thích, Diễn viên phim truyền hình               | Seo Young của bố                  | Đoạt giải |
| 2012 | Giải thưởng phim truyền hình KBS                    | Giải cặp đôi đẹp nhất Lee Bo-young                              | Seo Young của bố                  | Đoạt giải |
| 2012 | Giải thưởng phim truyền hình KBS                    | Nam diễn viên xuất sắc thể loại phim truyền hình đặc biệt       | Seo Young của bố                  | Đề cử     |
| 2013 | Liên hoan Người Mẫu Châu Á lần thứ 8                | Ngôi Sao Phổ Biến BBF                                           | —                                 | Đoạt giải |
| 2013 | Giải thưởng Nghệ thuật Baeksang lần thứ 49          | Nam diễn viên xuất sắc nhất, hạng mục truyền hình               | Seo Young của bố                  | Đề cử     |
| 2013 | Giải thưởng phim truyền hình Hàn Quốc lần thứ 6     | Nam diễn viên xuất sắc                                          | Seo Young của bố, Nữ thần lửa     | Đề cử     |
| 2013 | Giải thưởng APAN Star lần thứ 2                     | Diễn viên xuất sắc nhất                                         | Seo Young của bố                  | Đề cử     |
| 2013 | Giải thưởng phim truyền hình MBC                    | Nam diễn viên xuất sắc trong dự án phim đặc biệt                | Nữ thần lửa                       | Đề cử     |
| 2014 | Giải thưởng phim truyền hình SBS                    | Nam diễn viên xuất sắc thể loại phim truyền hình đặc biệt       | Đôi mắt thiên thần                | Đề cử     |
| 2014 | Giải thưởng phim truyền hình SBS                    | Cặp đôi đẹp nhất với Goo Hye-sun                                | Đôi mắt thiên thần                | Đề cử     |
| 2015 | Giải thưởng APAN Star lần thứ 4                     | Nam diễn viên xuất sắc thể loại phim ít tập                     | Trò chơi dối trá, Trở lại tuổi 20 | Đề cử     |
| 2016 | Giải thưởng điện ảnh Rồng Xanh lần thứ 37           | Nam diễn viên mới xuất sắc nhất                                 | Lộ diện                           | Đề cử     |
| 2016 | Giải Đại Chung lần thứ 53                           | Nam diễn viên mới xuất sắc                                      | Lộ diện                           | Đề cử     |
| 2016 | Giải thưởng phim truyền hình KBS                    | Nam diễn viên xuất sắc thể loại phim ít tập                     | Đường đến sân bay                 | Đoạt giải |
| 2016 | Giải thưởng phim truyền hình KBS                    | Nam diễn viên xuất sắc nhất                                     | Đường đến sân bay                 | Đề cử     |
| 2016 | Giải thưởng phim truyền hình KBS                    | Giải cặp đôi đẹp nhất với Kim Ha-neul                           | Đường đến sân bay                 | Đoạt giải |
| 2017 | Giải thưởng phim truyền hình SBS                    | Nam diễn viên xuất sắc nhất phim phát sóng vào thứ Hai - thứ Ba | Lời thì thầm của tội ác           | Đề cử     |
| 2018 | Giải thưởng Giải trí SBS lần thứ 12                 | Giải thưởng nam tân binh chương trình tạp kỹ                    | Quản gia                          | Đoạt giải |
| 2019 | Giải thưởng Giải trí SBS lần thứ 12                 | Giải thưởng xuất sắc nhất (Show tạp kỹ)                         | Quản gia                          | Đoạt giải |
| 2019 | Giải thưởng phim truyền hình SBS                    | Nam diễn viên xuất sắc thể loại phim ít tập                     | VIP                               | Đoạt giải |